# Copidosoma minutum
Copidosoma minutum is een vliesvleugelig insect uit de familie Encyrtidae. De wetenschappelijke naam is voor het eerst geldig gepubliceerd in 1979 door Herthevtzian.